# Ait Ouabelli
Ait Ouabelli (franska: Ait Ouabelli (CR), Ait Ouabelli (Commune Rurale), arabiska: طاطا (البلدية)) är en kommun i Marocko.   Den ligger i provinsen Tata och regionen Souss-Massa, i den centrala delen av landet, 600 km söder om huvudstaden Rabat. Antalet invånare är 2 776.